# Kim Beazley
Pour les articles homonymes, voir Beazley.
Kim Beazley, Jr., né le 14 décembre 1948 à Perth, est un homme politique australien.
Il est chef du Parti travailliste à deux reprises, du 19 mars 1996 au 22 novembre 2001 et à nouveau du 28 janvier 2005 au 4 décembre 2006. Il est ensuite ambassadeur aux États-Unis de 2010 à 2016 puis gouverneur d'Australie-Occidentale de 2018 à 2022.

## Biographie

### Origines et études
Fils de l'homme politique Kim Beazley, Sr., notamment ministre de l'Éducation de 1972 à 1975 sous le Premier ministre Gough Whitlam, Kim Beazley, Jr. est diplômé de l'université d'Australie-Occidentale et du Balliol College d'Oxford.

### Carrière en politique fédérale

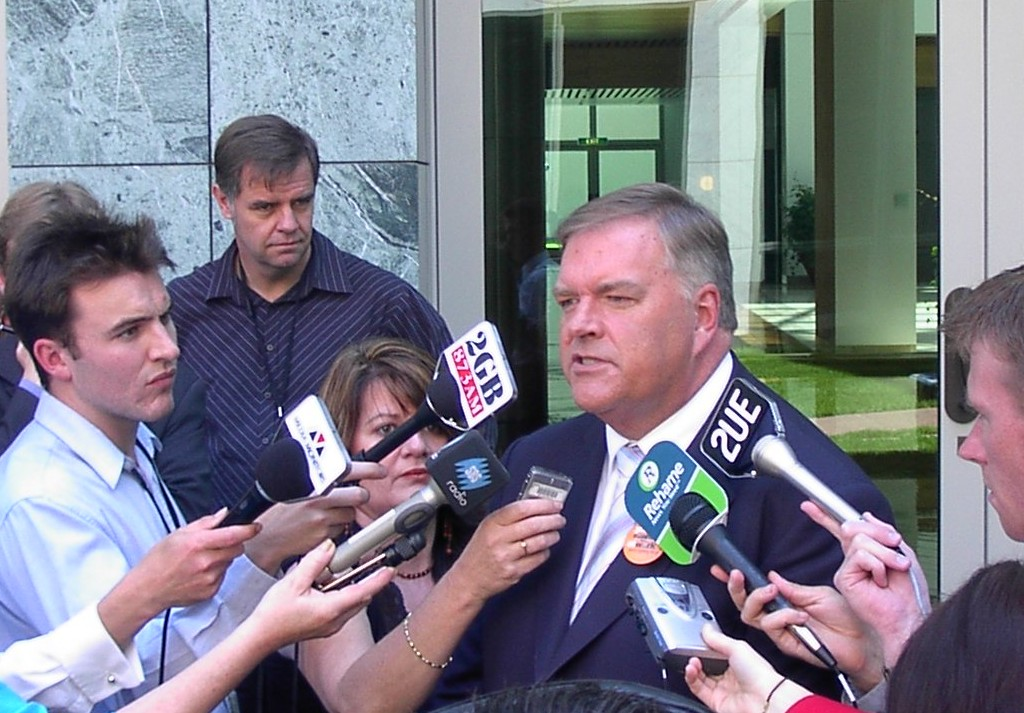
Beazley à Canberra en 2005.

Il est élu à la Chambre des représentants d'Australie pour les circonscriptions de Swan (1980-1996) et Brand (1996-2007).
Il est ministre à plusieurs reprises dans les gouvernements de Bob Hawke et Paul Keating — notamment ministre de la Défense de 1984 à 1990 — puis vice-Premier ministre dans le gouvernement de ce dernier.
Kim Beazley est chef du Parti travailliste et chef de l'opposition officielle une première fois de 1996 à 2001, date à laquelle il démissionne après avoir perdu deux élections fédérales. Beazley se prononce notamment en faveur de l'établissement d'une République australienne. Il occupe de nouveau la fonction de 2005 à 2006, jusqu'à sa défaite en interne face à Kevin Rudd, qui devient Premier ministre l'année suivante.
Il annonce en 2007 son retrait de la vie politique pour devenir fellow à l'université d'Australie-Occidentale, chargé de politique et relations internationales.

### Ambassadeur aux États-Unis
Fait compagnon de l'ordre d'Australie en 2009, Beazley est nommé l'année suivante ambassadeur d'Australie aux États-Unis. Il s'emploie à promouvoir l'accord de partenariat transpacifique, avant de devenir président de l'Australian Institute of International Affairs en 2016.

### Gouverneur d'Australie-Occidentale
En 2018, il devient le 34e gouverneur d'Australie-Occidentale sur recommandation du Premier ministre de l'État, Mark McGowan. Le Premier ministre d'Australie Malcolm Turnbull salue la nomination. Beazley est nommé chevalier de grâce du très vénérable ordre de Saint-Jean en 2019. Il quitte ses fonctions le 30 juin 2022.